# Nicola Sartor
Nicola Sartor (Bolzano, 14 marzo 1953) è un economista e politico italiano, professore universitario di scienza delle finanze.

## Biografia
Residente a Verona, dopo la laurea in economia e commercio conseguita all'Università Ca' Foscari di Venezia ha ottenuto una borsa di studio dalla Banca d'Italia e proseguito gli studi presso l'Università di York. Dal 1981 al 1983 ha lavorato presso la Banca d'Italia mentre dal 1988 al 1990 alla OCSE dove si è occupato dell'evoluzione delle politiche di bilancio e fiscali internazionali.
Tra il 1992 ed il 1993 è stato consigliere economico del Ministro del Bilancio durante i mandati di Beniamino Andreatta e Luigi Spaventa mentre dal 1992 al 1997 è stato membro di tre Commissioni di studio e di lavoro istituite dal Ministro delle Finanze su temi della tassazione. Ha fatto anche parte, dal 1994 al 1998, del "Consiglio Tecnico Scientifico per la Programmazione Economica".
Dal 1993 lavora nell'Università di Verona e dal 2000 è professore ordinario di scienza delle finanze; è stato rettore vicario e preside della facoltà di economia. In questo periodo è stato autore di saggi ed articoli economici, approfondendo in particolar modo i rapporti tra finanza pubblica ed evoluzione demografica.
È stato eletto rettore dell'università di Verona il 28 maggio 2013 succedendo nella carica ad Alessandro Mazzucco. Il suo mandato alla guida dell'università di Verona è terminato il 30 settembre 2019, succeduto nella carica da Pier Francesco Nocini.
Indipendente di centrosinistra, dal 9 giugno del 2006 ha fatto parte del secondo governo Prodi in qualità di sottosegretario al Ministero dell'Economia.

## Opere
- L'intervento pubblico in economia. Francia, Germania e Italia, Roma, stampato in proprio, 1992.
- La tassazione delle plusvalenze finanziarie, con Gilberto Muraro e Nicola Sartor, Padova, CEDAM, 1993. ISBN 88-13-18047-0
- La tassazione delle attività finanziarie, con Gilberto Muraro, Milano, F. Angeli, 1995. ISBN 88-204-9307-1
- Finanza pubblica e sviluppo demografico: un'analisi basata sui conti generazionali, Torino, Fondazione Giovanni Agnelli, 1997.
- Il risanamento mancato: la politica di bilancio italiana 1986-90, Roma, Carocci, 1998. ISBN 88-430-1172-3
- Invecchiamento, immigrazione, economia. Quali politiche pubbliche?, Bologna, il Mulino, 2010. ISBN 978-88-15-13675-6
- Generazioni disuguali. Le condizioni di vita dei giovani di ieri e di oggi: un confronto, con Antonio Schizzeroto e Ugo Trivellato, il Mulino, 2011. ISBN 978-88-15-15077-6

| Controllo di autorità | VIAF (EN) 90158474 · ISNI (EN) 0000 0000 8276 3677 · SBN CFIV082789 · LCCN (EN) n95007765 · GND (DE) 170300781 · BNF (FR) cb165548738 (data) |